# Giovanni Antonio Pucci

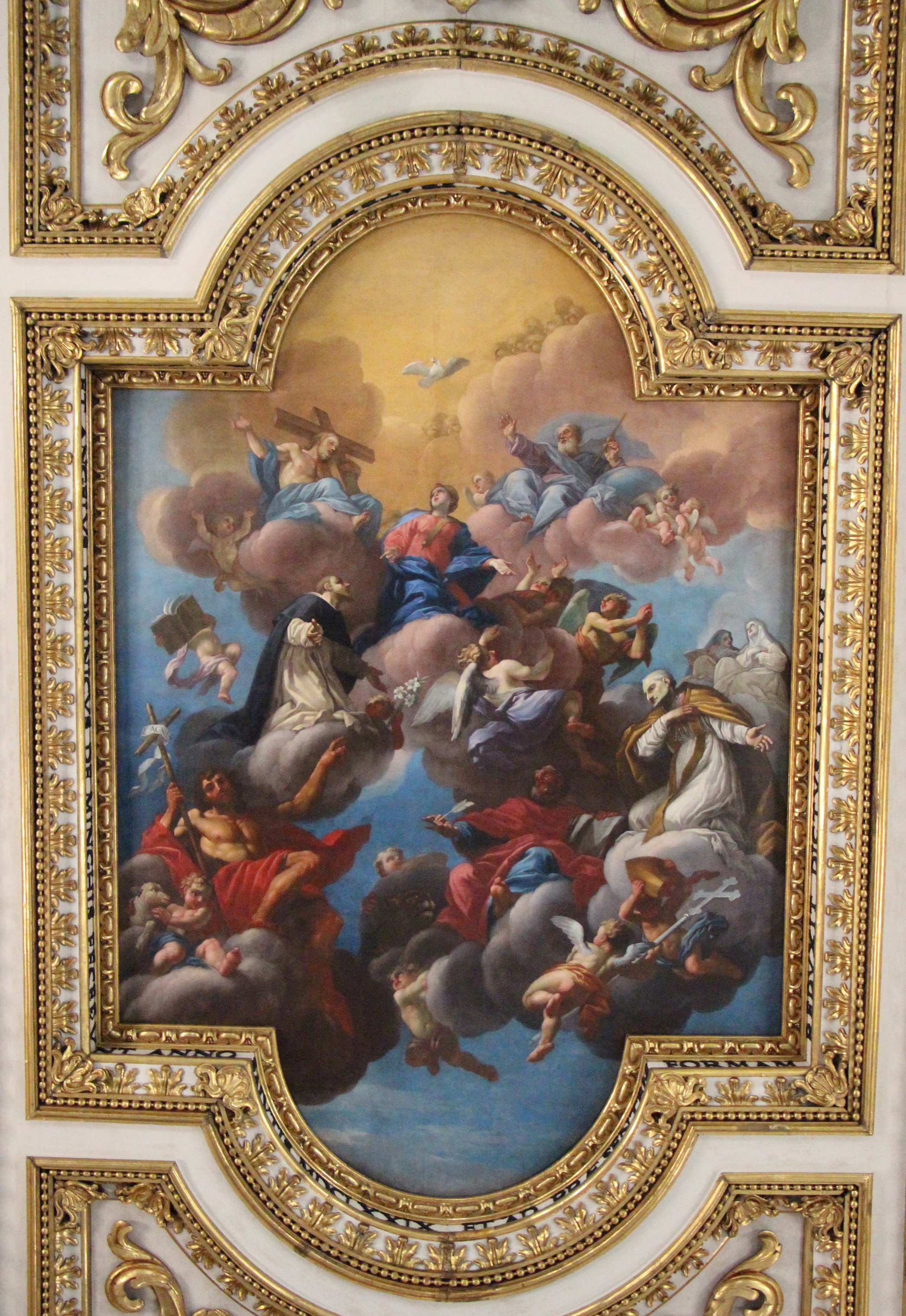
Assunzione della Vergine sul soffitto della navata nella chiesa di San Marco, Firenze (1725)

Giovanni Antonio Pucci (Firenze, 17 novembre 1677 – Firenze, 2 settembre 1739) è stato un pittore e poeta italiano.

## Biografia
Figlio di Domenico Oucci e Giovanna Pagliacci, nacque nel popolo di Santa Maria Maggiore. Si formò nelle botteghe di Simone Pignoni e poi di Anton Domenico Gabbiani, maestro che influenzò particolarmente il suo stile e con il quale rimase sempre in contatto. Visitò roma nel 1704 e vi stette due anni studiando le migliori opere "antiche e moderne, tante nella pittura che nella scultura" (Gaburri), per poi rientrare a Firenze nel 1706, quando si immatricolò all'Arte del Disegno. Il suo stile si attestò quindi tra l'accademismo del Gabbiani e i classicisti romani del primo Settecento. 
La sua carriera fu lunga e ricca di commissioni, soprattutto legate ad affreschi e dipinti religiosi, mentre è poco nota la sua attività di ritrattista, sebbene menzionata dalla fonti antiche, e quella di paesaggista, che si rifaceva ai modelli di Pandolfo Reschi. 
Fu inoltre copista e mercante di opere d'arte, oltre che poeta (si ricordano i cinque sonetti scritti in occasione della morte del suo maestro Gabbiani, pubblicati da Ignazio Hugford).
Fu sepolto in San Michele Visdomini.